# Cheiracanthium inclusum
Cheiracanthium inclusum is een spinnensoort uit de familie Cheiracanthiidae.
De wetenschappelijke naam van de soort werd in 1847 als Clubiona inclusa gepubliceerd door Nicholas Marcellus Hentz.